# نگرو شرقی
نگرو خاوری یا نگرو اورینتال (Negros Oriental) یکی از استان‌های کشور فیلیپین است. این استان در مرکز این کشور قرار گرفته است و بخشی از جزیرهٔ نگرو است که از مجموعه جزایر ویسایا به شمار می‌رود.
مرکز این استان شهر دوماگت Dumaguete City است. جمعیت آن بیش از یک میلیون و صد هزار نفر است. مساحت این استان کمتر از پنج هزار و چهارصد کیلومتر مربع است .